# Biblioteca pública de Brooklyn
La Biblioteca Pública de Brooklyn (idioma inglés: Brooklyn Public Library. BPL) es el sistema de bibliotecas públicas del distrito de Brooklyn en la ciudad de Nueva York, Estados Unidos. La biblioteca central está en Downtown Brooklyn. Tiene un Centro Multilingüe. Es el decimosexto sistema de bibliotecas públicas más grande de los Estados Unidos y el sexto por número de visitantes. Al igual que los otros dos sistemas de bibliotecas públicas de la ciudad de Nueva York, es una organización independiente sin ánimo de lucro financiada por los gobiernos de la ciudad y el estado, el gobierno federal y donantes privados. La biblioteca se promociona actualmente como Biblioteca Pública de Bklyn.

## Historia
En 1852, varios ciudadanos prominentes establecieron el Ateneo y Sala de Lectura de Brooklyn para la «instrucción de los hombres jóvenes». Así  era la práctica en aquellos tiempos, una biblioteca privada de suscripción para miembros, quienes fueron reclutados y alentados por la clase mercantil y de negocios en ascenso de hombres jóvenes, a continuar leyendo constantemente cualquier educación formal que hubieran recibido a través de una universidad. ,  escuela secundaria / academia privada o escuela de oficios. Sus colecciones se centraron en las artes liberales y las humanidades , como la biografía, la economía, la historia, la literatura, la filosofía y otras aplicaciones que luego se denominaron estudios sociales 
Cinco años más tarde, en 1857, otro grupo de jóvenes, junto con empresarios, fabricantes y comerciantes, fundaron la «Asociación de Bibliotecas Mercantiles de Brooklyn de la Ciudad de Brooklyn», con participaciones más pronunciadas en los sectores empresarial, comercial, económico, matemático, campos científicos y técnicos. El bibliotecario a cargo fue Stephen Buttrick Noyes, quien más tarde se fue a la Biblioteca del Congreso en 1866 pero regresó a Brooklyn tres años después, en 1869. Esta colección y la anterior se fusionaron en 1869 y luego se trasladaron a un edificio de la sede en Calle Montague . En 1878, las Asociaciones de Bibliotecas pasaron a llamarse «Biblioteca Pública de Brooklyn». Stephen Buttrick Noyes comenzó a desarrollar un extenso catálogo para las colecciones que completó en 1888.

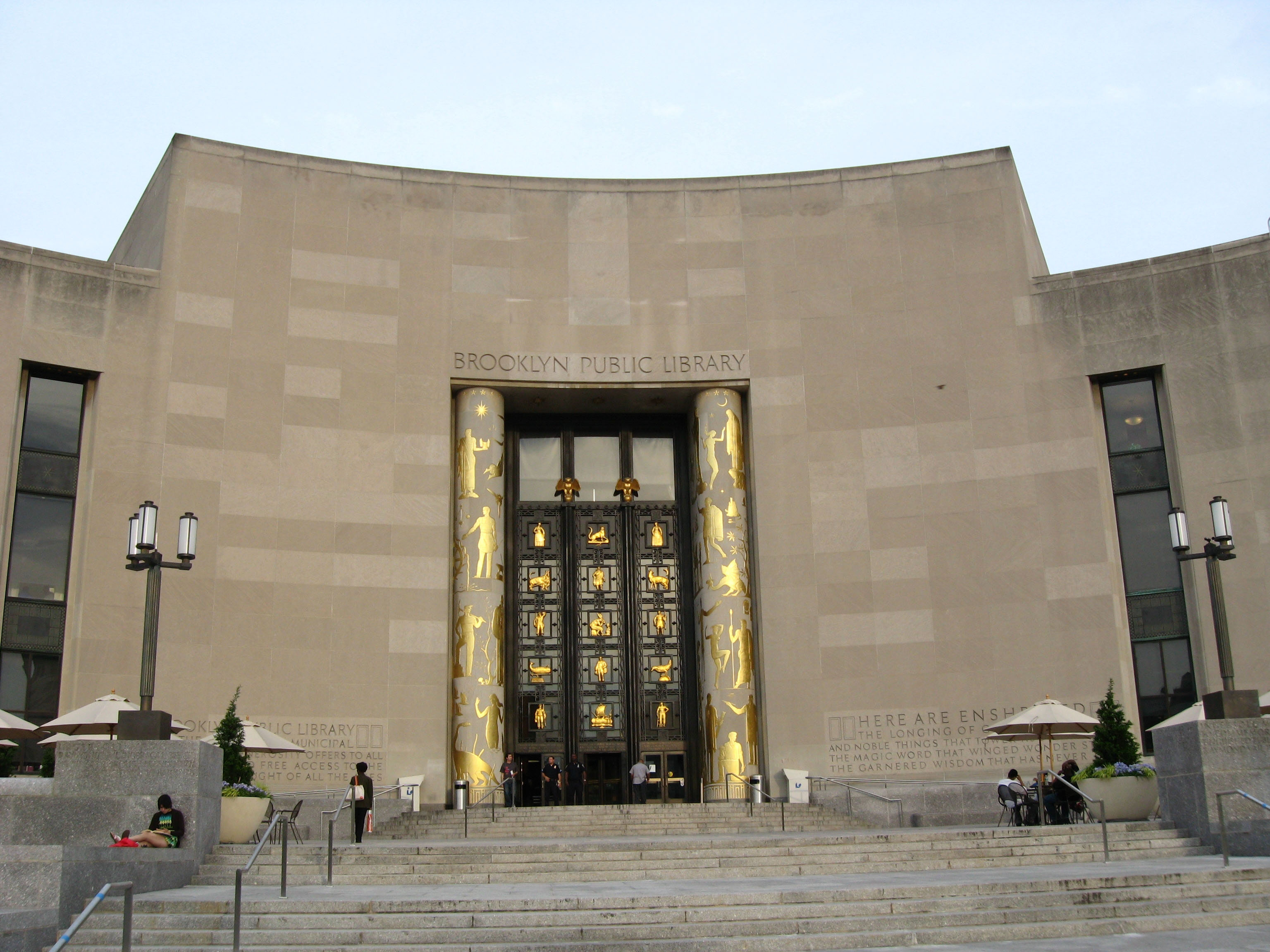
La puerta central de la Biblioteca Pública de Brooklyn.

La primera biblioteca pública gratuita en Brooklyn fue la del Pratt Institute , un instituto colegiado fundado por Charles Pratt en 1888. Disponible no solo para sus propios estudiantes y profesores, la biblioteca también estaba abierta al público en general en ese momento.
El sistema de la Biblioteca Pública de Brooklyn fue aprobado por una Ley de la Legislatura del Estado de Nueva York el 1 de mayo de 1892. El Consejo Común de Brooklyn  aprobó una resolución para el establecimiento de la Biblioteca Pública de Brooklyn el 30 de noviembre de 1896, con Marie E. Craigie como primera directora. 
La primera sucursal principal ("biblioteca central") se movió entre varios edificios, incluida una antigua mansión en 26 Brevoort Place. Entre 1901 y 1923, el famoso escocés, industrial siderúrgico, financiero y filántropo Andrew Carnegie donó 1,6 millones de dólares, ayudando  el futuro desarrollo y construcción de 21 sucursales de vecindario adicionales de la Biblioteca Carnegie .
En 2020, la Biblioteca Pública de Brooklyn llegó a un acuerdo para fusionar sus archivos y la división de colecciones especiales, la Colección de Brooklyn, con la Sociedad Histórica de Brooklyn. La nueva entidad se llama Centro de Historia de Brooklyn.

## Sucursales

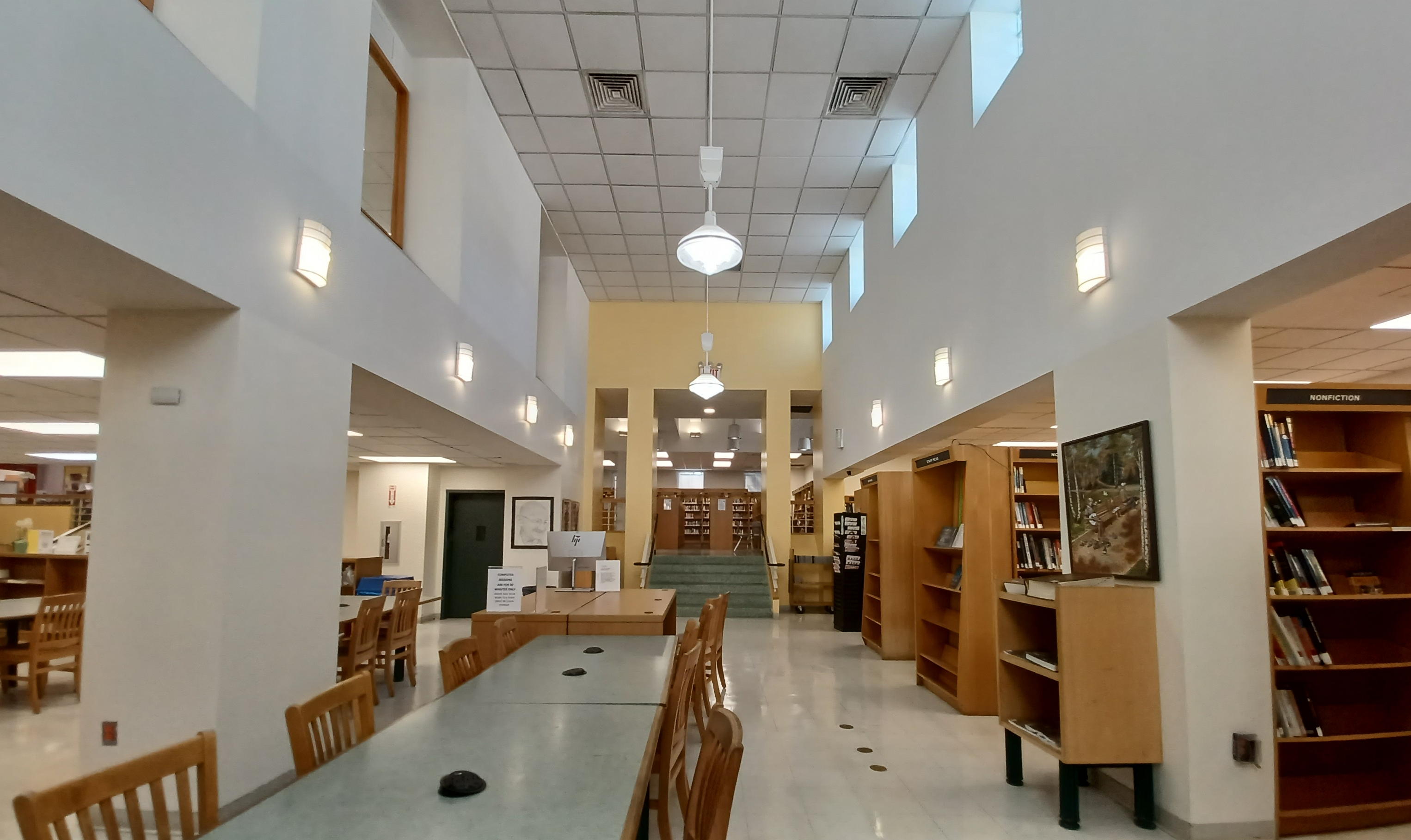
Interior de la sucursal Kings Bay de la Biblioteca pública de Brooklyn

Hay 60 sucursales de vecindario en todo el municipio, muchas de las cuales son bibliotecas Carnegie. La biblioteca tiene cuatro bibliotecas móviles , incluido el Kidsmobile, que lleva materiales para niños, y el Bibliobús, que lleva una colección en español.

### Biblioteca central
Ubicada en Flatbush Avenue y Eastern Parkway en Grand Army Plaza cerca de los vecindarios de Prospect Heights, Crown Heights, Flatbush y Park Slope, la Biblioteca Central de la Biblioteca Pública de Brooklyn contiene más de un millón de libros, revistas y materiales multimedia catalogados.
La Colección de Brooklyn contiene los manuscritos y archivos de la Biblioteca Pública de Brooklyn y está ubicada en la sede Central. La Colección Brooklyn contiene más de un millón de artículos individuales, incluidos los objetos de interés de los Brooklyn Dodgers , una colección del Brooklyn Eagle , que editó Walt Whitman , manuscritos, mapas, fotografías y otros artículos.

## Servicios
El Bookmobile es un vehículo de  9,8 m de largo y 3,5 m de alto que alberga una biblioteca móvil. Con hasta 6 000 libros, el Bookmobile sirve a las comunidades cuyas sucursales locales están cerradas por renovación. El Bookmobile ofrece muchos de los servicios disponibles en otras sucursales.
El Kidsmobile es una versión más pequeña y colorida del Bookmobile. Durante el año escolar, Kidsmobile visita escuelas, guarderías, Head Start , programas extracurriculares y eventos comunitarios. En verano, el Kidsmobile también viaja a parques y campamentos. Además de los libros, Kidsmobile ofrece narración de cuentos , artes y artesanías .
El Bibliobús es una biblioteca móvil en español. Lleva libros y otros medios a las comunidades de habla hispana en Brooklyn. El Bibliobús sirve a sitios como escuelas, guarderías, organizaciones comunitarias, centros para personas mayores, organizaciones sin fines de lucro y eventos comunitarios.

## Zona de libre expresión
La Biblioteca Pública de Brooklyn tiene una Zona de Libre Expresión. Fue creada en respuesta al intento de prohibir varios textos del siglo XX. El aumento en los intentos de restringir la libertad de expresión ha motivado la instalación de esta zona en la biblioteca. La exposición incluye dos juegos de trípticos iluminados y retratos a contraluz de personas de la comunidad de la biblioteca que se ven afectadas por la censura. La exhibición también incluye pasajes de los libros cuestionados, incluidos Ulises, Almuerzo desnudo, El pozo de la soledad, Lysistrata y Trópico de Cáncer. Entre los libros recientemente incluidos se encuentran Harry Potter y la piedra filosofal, El color púrpura, Hijo nativo y Heather has two mommies.

## Bibliotecas
- La biblioteca central
- Arlington
- Bay Ridge
- Bedford
- Bedford-Stuyvesant
- Borough Park
- Brighton Beach
- Brooklyn Heights
- Brower Park
- Brownsville
- Bushwick
- Canarsie
- Carroll Gardens
- Clarendon
- Clinton Hill
- Coney Island
- Cortelyou
- Crown Heights
- Cypress Hills
- DeKalb
- Dyker Heights
- East Flatbush
- Eastern Parkway
- Flatbush
- Flatlands
- Fort Hamilton
- Gerritsen Beach
- Gravesend
- Greenpoint
- Highlawn
- Homecrest
- Jamaica Bay
- Kensington
- Kings Bay
- Kings Highway
- Leonard
- Macon
- Mapleton
- Marcy
- McKinley Park
- Midwood
- Mill Basin
- New Lots
- New Utrecht
- Pacific
- Paerdegat
- Park Slope
- Red Hook
- Rugby
- Ryder
- Saratoga
- Sheepshead Bay
- Spring Creek
- Stone Avenue
- Sunset Park
- Ulmer Park
- Walt Whitman
- Washington Irving
- Williamsburgh
- Windsor Terrace